# Reusel-De Mierden
Reusel-De Mierden (phát âmⓘ) là một đô thị ở phía nam Hà Lan. Đô thị này nằm ở tỉnh Noord-Brabant, có diện tích 78,65 km². Năm 2005, dân số khoảng 12.288 người.

## Các trung tâm dân cư
- Hooge Mierde
- Hulsel
- Lage Mierde
- Reusel